# Sabine Weiss (Fotografin)

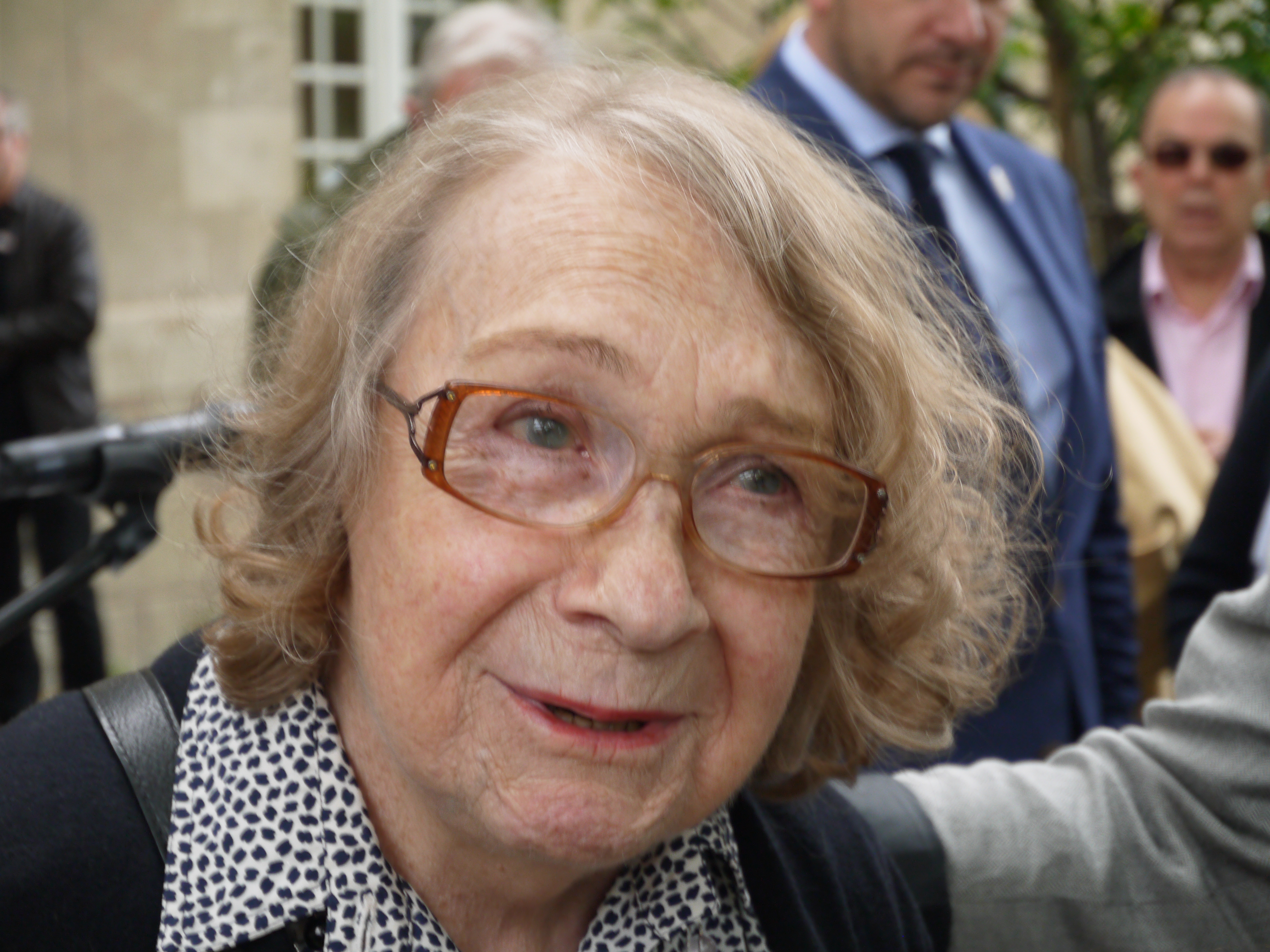
Sabine Weiss (2016)

Sabine Weiss (* 23. Juli 1924 als Sabine Weber in Saint-Gingolph; heimatberechtigt in Genf und Le Locle, ab 1995 Französin; † 28. Dezember 2021 in Paris) war eine schweizerisch-französische Fotografin. Sie gehört zu den wichtigsten Repräsentanten der humanistischen Fotografie des 20. Jahrhunderts. Ihr Nachlass wird vom Museum Photo Elysée in Lausanne verwaltet.

## Leben und Wirken
Sabine Weiss war die Tochter von Louis Frédéric Weber, Chemiker, und Sonja Meckling. Von 1942 bis 1945 absolvierte sie eine Lehre als Fotografin im Studio des renommierten Fotografen Paul Boissonnas in Genf. Anschliessend liess sie sich in Paris nieder und assistierte ebenda dem deutschen Modefotografen Willy Maywald. Ab 1949 arbeitete sie als freischaffende Fotografin. Ihre Aufnahmen wurden unter anderem in den Zeitschriften Esquire, Vogue, Paris Match, Life und Time publiziert. Weiss realisierte Modeaufnahmen und porträtierte Künstler wie Ella Fitzgerald, Alberto Giacometti, Jeanne Moreau, Françoise Sagan, André Breton, Karen Blixen und Politiker. In den Strassen von Paris entstanden ihre Fotografien von Kindern, Landstreichern, Passanten, Musikern und Liebespaaren im Stil der humanistischen Fotografie, eine Schule, „die sich den Menschen in ihrem Alltag zuwendet, anstatt grundsätzlich das Sensationelle zu suchen.“

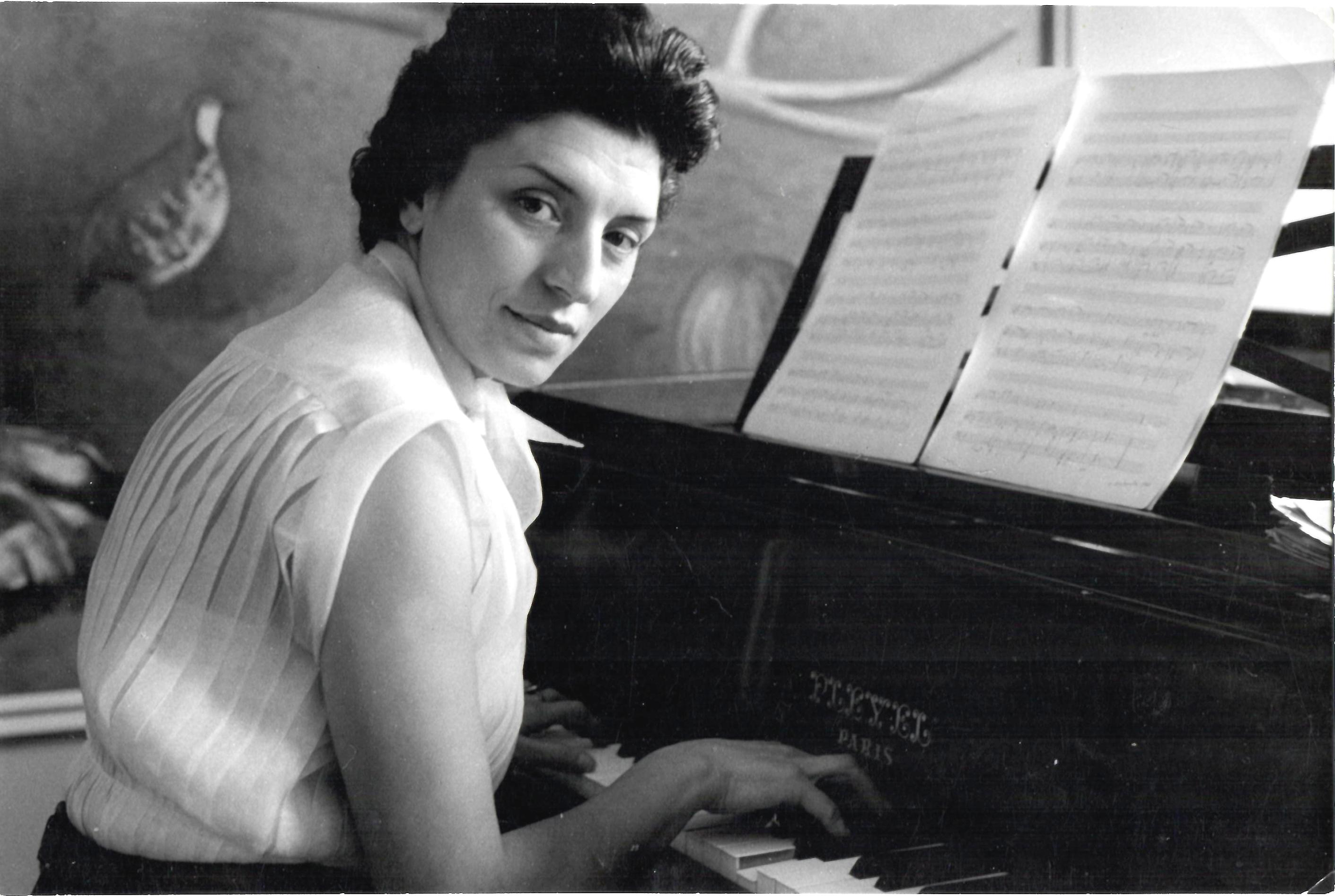
Carme Bravo in einem Konzert am Colegio de España in Paris (1951), fotografiert von Sabine Weiss

1950 heiratete sie den US-amerikanischen Kunstmaler Hugh Weiss. Auf Einladung des Berufskollegen Robert Doisneau trat sie 1952 der Agentur Rapho bei. In Edward Steichens Ausstellung The Family of Man im Museum of Modern Art in New York, 1955, war sie mit drei Fotografien vertreten. Weiss nahm an Kunstausstellungen teil, insbesondere in Frankreich und in den USA. Ab 1954 hat sie mehr als 170 Einzelausstellungen realisiert und war mit ihren Fotografien in mehr als 80 Gruppenausstellungen vertreten.
Im Jahr 2017 hat die Fotografin bestimmt, dass ihr Archiv nach ihrem Tod vom Musée de l’Elysée in Lausanne betreut werden soll. Es besteht aus 200.000 Negativen, 7000 Kontaktabzügen, rund 2700 Vintage-Prints, Spätdrucken, Arbeitsdrucken und Dias. Ihre Fotografien sind weltweit in rund 25 Sammlungen namhafter Museen vertreten. Sie veröffentlichte in der Regel 24 × 30 cm Baryt-Abzüge in schlichten schwarzen Passe-Partout-Rahmen.
Sabine Weiss starb Ende Dezember 2021 im Alter von 97 Jahren in Paris.

## Ausstellungen (Auswahl)

### Einzelausstellungen
- 1954: Chicago, Art Institute
- 1954: Lincoln, Nebraska Art Center
- 1954: Minneapolis, Walker Art Institute
- 1954: New York, Bard College
- 1956: New York, Limelight Gallery
- 1978: Arras, Centre Culturel de Noroit
- 1978: Chatillon, Centre Culturel
- 1980: Paris, Galerie Viviane Esders
- 1981: Athen, Institut Français
- 1981: Lannion, Galerie Municipale
- 1981: Oslo, Museum für Photographie
- 1982: Châlon-sur-Saône, Musée Nicéphore Niépce
- 1984: Avoriaz, Festival de Photographie
- 1984: Brüssel, Contretype
- 1984: New York, Catskill Center of Photography
- 1985: Belfort, Nouveau Théâtre, La ville et ses habitants
- 1985: Paris, FNAC, Les enfants
- 1985: Toulouse, Galerie Municipale du Château d’Eau
- 1985: Vitry-sur-Seine, Galerie Municipale
- 1986: Amsterdam, Les années cinquante
- 1987: Créteil, Fonds départemental d’art contemporain, Les habitants du Val de Marne
- 1987: Grignan, Musée Municipal
- 1987: Lausanne, Musée de l’Elysée, Sabine Weiss
- 1988: Dunkerque, Musée d’Art Contemporain
- 1988, Flayosc, FARE
- 1988: Jarny, Groupe Régional d’Action Culturelle
- 1988: Mérignac, Fondation Charles Cante
- 1989: Annecy, Centre d’Action Culturelle
- 1989: Chollet, Centre Culturel
- 1989: Lyon, Fondation Nationale de la Photographie
- 1989: San Francisco, Vision Gallery
- 1989: Tourcoing, Médiatheque
- 1989: Vandoeuvre-lès-Nancy, Centre Gérard Philipe
- 1991: Solignac, Sabine Weiss
- 1992: Blagnac, Forum de l’image
- 1992: La Bruguière, Musée Arthur Batut
- 1992: La Queue en Brie, Château des Marmousets
- 1992: Le Mans, Festival de l’image
- 1992: Pontoise, Musée Tavet, Pontoise
- 1993: Cergy-Pontoise, Galeries FNAC, Pontoise
- 1993: Lapalisse, Salle Grenette
- 1993: New York, Howard Greenberg Gallery
- 1993: Paris, Galerie du Centre, Nous (mit Hugh Weiss)
- 1993: Port Washington, N.Y., Public Library
- 1993: Vitré, Prieuré des Bénédictins
- 1994: Paris, Lycée François Villon
- 1994: Sofia, Musée Cyrille et Méthode, La Bulgarie
- 1995: Nizza, Île de la Réunion
- 1995: Perpignan, Visa pour l’Image, Visages de la Passion Religieuse
- 1995: Plovdiv, Maison des Photographes, La Bulgarie
- 1995: Roldanillo, Kolumbien, Musée Omar Rayo, Les Femmes
- 1996: Fès, Expressions Religieuses
- 1996: Limoges, Centre Culturel, Portraits d’artistes
- 1996: Montalcino, Regard intime (workshop)
- 1996: Paris, Espace Photographique de Paris, MEP, Lumière et Tendresse
- 1997: Brive la Gaillarde, En passant
- 1997: Frènes, Gérard Bignolet, sculpteur
- 1997: Saint Benoit, Les Droits de l’Homme
- 1997: Tokyo, Kizoku
- 1998: Amsterdam, Maison Descartes, Les Hommes et leurs croyances
- 1998: Cergy, Île de la Réunion
- 1998: Cherbourg, En passant
- 1998: Saint Céré, En passant
- 1998: Saint-Pierre de la Réunion, LAC
- 2000: Bièvres, Musée de la Photographie, Poussette, charrettes et roulettes
- 2000: Katomah, N.Y., Sabine Weiss
- 2000: Paris, Galerie Lefort Openo, Portraits d’artistes
- 2000: Utrecht, Galerie Quintessens, Portraits d’artistes
- 2001: Corse, Musée de Corte, Les Hommes et leurs croyances
- 2001: Fréjus, Villa Aurélienne, Rétrospective
- 2001: Le Creusot, LARC, Rétrospective
- 2001: Paris, Galerie Herschtritt, Les années 50
- 2002: Allauch, Musée, Les Hommes et leurs croyances
- 2002: Blanc Mesnil, Mairie, Des enfants
- 2002: Lille, Eglise St. Maurice, Les Hommes et leurs croyances
- 2002: Lille, Galerie Solstices, Portraits d’artistes
- 2002: New York, Klotz-Simon Gallery, Les années 50
- 2002: Villeneuve-sur-Lot, Portraits d’artistes
- 2003: Coudekerque Branche, Festival focal, Des enfants
- 2003: Levallois, Médiatheque, Les Hommes et leurs croyances
- 2003: Saint-Ouen, Espace 1789, Sabine Weiss. Portraits d’artistes
- 2003: Tarbes, Salle du Carmel, Portraits d’artistes
- 2004: Hambye, Abbaye, Les Hommes et leurs croyances
- 2004: Honfleur, Chroniques nomades
- 2004: Honfleur, Chroniques nomades, Rétrospectives
- 2004: Utrecht, Hommage à Sabine Weiss
- 2004: Verderonne, Oise, Centre artistique
- 2005: Basel, Hutter & Wirth, Sabine Weiss. Ombres et Lumières
- 2005: Corbeil-Essonnes, Sabine Weiss. Intimes convictions
- 2005: Florence, Galerie Assolibri
- 2005: Montauban, Les Hommes et leurs croyances
- 2005: Paris, Galerie Herschtritt, Jeux d’Ombres et de Lumières
- 2005: Riedisheim, Sabine Weiss
- 2005: Saint-Malo, Centre Salvador Allende
- 2006: Arras, Galerie Alternance, Birmanie
- 2006: Mantes-la-Jolie, Musiciens des Villes et des Campagnes
- 2006: Paris, Musée d'arts modernes
- 2006: Paris, Galerie Caméra Obscura, Les années 50
- 2006: Zamora ES, Portraits d’artistes
- 2007: Heerlern, Espace ABP, Sabine Weiss
- 2007: Puteaux, Palais de la Culture, L’Inde
- 2008: Arles, Espace Van Gogh, Mode au Printemps années 50
- 2008: Basel, Galerie Hutter, Portraits d’artistes
- 2008: Lambersart-Lille, Les Hommes et leurs croyances
- 2008: Paris, Maison européenne de la photographie, Un demi-siècle de photographies
- 2008: Pontoise, Musée Tavet, Portraits des musiciens
- 2008: Villepinte, Centre Culturel, Des Enfants
- 2008: Vitry, Musée MAC/VAL, L’année 1986 dans le département
- 2009: Alençon, Le printemps photographique de l’Orne, La Birmanie
- 2009: Antony, Maison des Arts, Portraits d'enfants
- 2009: Béthunes, Musée d’Ethnologie
- 2009: Fribourg, Bibliothèque cantonale et universitaire, Inde
- 2009: Fribourg, Bibliothèque cantonale et universitaire, Portraits d’Artistes
- 2009: Mably-Roannes, Espace de la Tour, En Passant
- 2009: Orléans, Galerie Le Garage, Sabine Weiss. Intimes Convictions
- 2009: Paris, Atelier Publimod
- 2009: Rennes, Place de la Mairie, L’Âme Révélée
- 2009: Thonon, Musée des Arts, Des enfants
- 2009: Utrecht, Galerie Quintessens, Sabine Weiss. Photos 1949–2009
- 2010: Berck, Sabine Weiss
- 2010: Joinville-le-Pont, Sabine Weiss. Intimes Convictions
- 2010: Le Lavandou, Poussette, charrettes et roulettes
- 2010: Marseille, Galerie Detaille
- 2010: Moskau, Fond Culturel Katherina, Rétrospective Un demi-siècle de photographie
- 2011: Aachen, Suermondt-Ludwig-Museum, Photographies des années 50
- 2011: Issy-les-Moulineaux, Siège social de Johnson et Johnson, Instants d’enfance
- 2011: Montpellier, Galerie Saint Ravy, Des enfants
- 2011: Paris, Galerie Guillaume, Toujours en mouvement!
- 2011: Rueil-Malmaison, Atelier Grognard, Un certain regard de Sabine Weiss
- 2011: Rueil-Malmaison, Ville, L’Âme révélée
- 2011: Saint Jean de Luz, Galerie la Nivelle, Reflets
- 2012: Martigues, Des enfants
- 2012: Paris, Galerie Guillaume, Sabine Weiss - Photographies 1950–1990
- 2012: Pomerol, L’Inde
- 2013: Martigny, Médiathèque du Valais, Sabine Weiss. Photographies
- 2014: Genf, Galerie Patrick Cramer, Sabine Weiss. Photographies
- 2014: Zürich, Photobastei, Sabine Weiss, Photographies
- 2016: Kriens, Museum in Bellpark, Sabine Weiss. Photographe
- 2017: Berlin, Galerie Hilaneh von Kories, Un regard personnel
- 2018: Paris, Centre Pompidou, Sabine Weiss. Les villes, la rue, l’autre
- 2018: Zürich, ArteF -Galerie für Kunstfotografie, Sabine Weiss. Vers la lumière
- 2019: Paris Photo Fair
- 2020: Marseille
- 2020: Vannes, Frankreich
- 2021: Nashville, Tennessee, USA
- 2023: Reggio Emilia, Fotografia, Europea, Sabine Weiss. Una vita da fotografa., 23. April – 11. Juni 2023
- 2024: Lausanne, Photo Elysée,Sabine Weiss × Nathalie Boutté. Hommage. 22. Juni 2024 bis 12. Januar 2025[5]

### Gruppenausstellungen
- 1953: New York, Museum of Modern Art, Post-War European Photography
- 1954: Saarbrücken, Staatliche Schule für Kunst und Handwerk, Subjektive Fotografie 1 & 2
- 1955: New York, Museum of Modern Art, The Family of Man (Wanderausstellung)
- 1963: Paris, Club des 30x40, Femmes Photographes
- 1967: Montréal, Regards sur la Terre des Hommes
- 1980: New York, Museum of Modern Art, Steichen
- 1985: Montpellier, Les Coptes
- 1986: Chur, Zürich, Martigny, Bündner Kunstmuseum, Kunsthaus Zürich, Fondation Gianadda, Von Photographen gesehen: Alberto Giacometti (Wanderausstellung)
- 1986: Lausanne, Musée de l’Elysée, Les photographes au musée. L’art et le regard
- 1990: Holderbank, Zementfabrik, Der geduldige Planet. Eine Weltgeschichte. 255 Fotografien aus der Zeitschrift Du (Wanderausstellung)
- 1995: Lausanne, Musée de l’Elysée, Comme dans un miroir. Le portrait dans la collection du Musée de l’Elysée
- 2011: Lausanne, Musée Cantonal des Beaux-Arts, Incongru. Quand l’art fait rire
- 2012: Nijmegen, Museum het Valkhof, Tajiri meets Sabine Weiss & Leonard Freed
- 2013: Zürich, ArteF Galerie für Kunstfotografie, A Selection of Vintage and Contemporary Photographs
- 2015: Versoix, Le Boléro, Trésors de la Fondation Auer Ory pour la photographie de 1839 à nos jours
- 2016: Gex, Espace Perdtemps, Confrontations Photo
- 2019: La Chaux-de-Fonds, Nuit de la Photo
- 2019: St. Moritz, Forum Paracelsus [Bildhalle Zürich], Winter in Swiss Photography

## Bücher und Kataloge
- J’aime le théâtre (1962), Text: Catherine Valogne, Éditions Rencontre, Lausanne
- Une semaine de la vie de Daniel (1969), Éditions MacMillain, New York
- En Passant (1978), Éditions Contrejour, Paris
- Marché et Foires de Paris (1982), Text: Clément Lépidis, Éditions ACE, Paris
- Weiss, Sabine: Photographies (1988) Dunkerque, Musée d’art contemporain
- Intimes Convictions (1989), Éditions Contrejour, Paris
- Vu à Pontoise (1992), Éditions Municipales
- La Réunion (1995), Éditions de la Galerie Vincent, Saint Pierre
- Bulgarie (1996), Text: Gil Jouanard, Éditions Fata Morgana, Montpellier
- Giacometti (1997), Text: André Du Bouchet, Éditions Fata Morgana, Montpellier
- Des Enfants (1997), Text: Marie Nimier, Éditions Hazan, Paris
- Poussettes, charrettes et roulettes (2000), Musée de Bièvres
- André Breton (2000): Text: Julien Gracq, Éditions Fata Morgana, Montpellier
- Sabine Weiss, monographie (2003), Text: Jean Vautrin, Éditions de La Martinière
- Musiciens des Villes et des Campagnes (2006), Éditions Filigranes, Trézélan
- Sabine Weiss, See and Feel (2007), Editions ABP, Hollande
- Sabine Weiss: 100 photos de Sabine Weiss pour la liberté de la presse (2007), Reporters sans frontières, Paris
- Les hommes et leurs croyances (2009), Xunta de Galicia
- L’œil intime (2011, 2012, 2014), Escourbiac, Paris
- L’Amour pour la vie (2013), Alliance française de Rio de Janeiro
- Sabine Weiss (2016), co-édition Jeu de Paume/Editions de La Martinière
- L’œil intime (2018), Escourbiac, Paris
- Les villes, la rue, l’autre (2018), coédition Centre Pompidou/Xavier Barral

## Filme
- 2013: Une vie de photographe
- 2013: Un regard sur le temps
- 2014: Mon métier de photographe, ein Film von Stéphanie Grosjean
- 2015: Les 1001 vies de Sabine Weiss, ein Film von Jean-Baptiste Roumens für die «Nuit des Images», Musée de l’Elysée, Lausanne
- 2022: Le siècle de Sabine Weiss, ein Film von Camille Ménager

## Auszeichnungen
- 1987 Chevalier des Arts et des Lettres
- 1999 Officier des Arts et des Lettres
- 2010 Ordre national du Mérite
- 2020 Women In Motion Award for Photography, Kering & Les Rencontres d’Arles[6]